# ایستگاه شیبویا

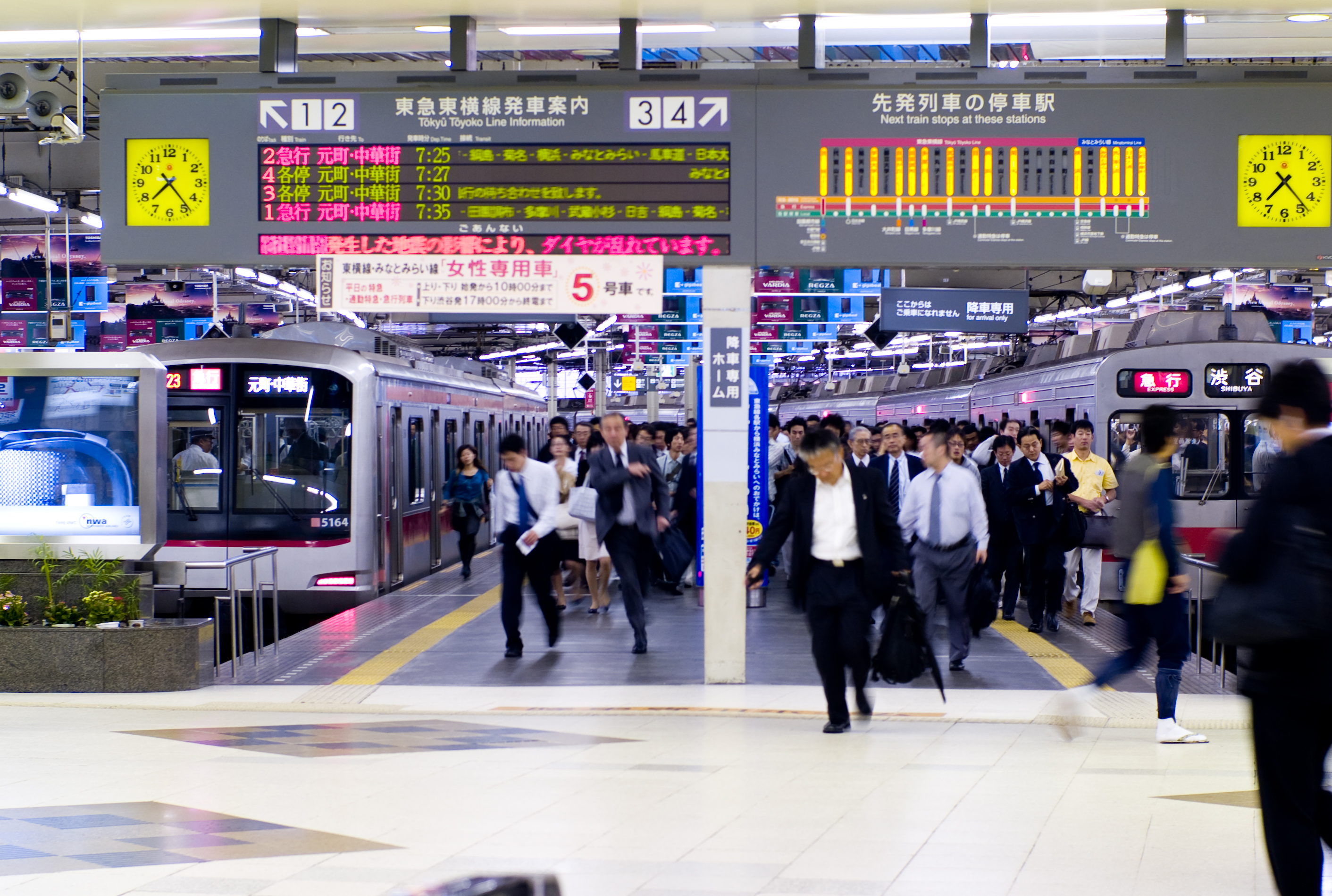
ایستگاه شیبویا.

ایستگاه شیبویا (به ژاپنی: 渋谷駅 Shibuya-eki) ایستگاهی است که در منطقهٔ شیبویای توکیو پایتخت ژاپن واقع شده‌است. شیبویا یک ایستگاه از ایستگاه‌های شرکت راه‌آهن شرق ژاپن یا جی‌آر، شرکت راه آهن کیئو، شرکت راه آهن توکیو، متروی توکیو محسوب می‌شود.

## خط‌هایی که در ایستگاه شیبویا توقف دارند
- جی‌آر
  - ■ خط یامانوته
  - ■ خط سایکیو
  - ■■ خط شونان-شینجوکو
- شرکت راه آهن توکیو
  - ■ خط توکیو تویوکو
  - ■ خط توکیو دن-ئن-توشی
- متروی توکیو
  - ■ خط هانزومون
  - ■ خط فوکوتوشین
  - ■ خط گینزا
- شرکت راه آهن کیئو
  - ■ خط اینوکاشیرا